# Henriette von Schuckmann
Henriette Eleonore Augusta von Schuckmann, geb. Freiin Henriette von Lüttwitz (* 5. August 1769 in Mittelsteine, Grafschaft Glatz; † 17. April 1799 in Bayreuth) war die Tochter des Generallandschaftsrepräsentanten Hans Wolf Freiherrn von Lüttwitz und Ehefrau des preußischen Politikers Friedrich von Schuckmann, welcher im Wallenberg-Pachaly-Palais in Breslau lebte. Dort nahm sie als unverheiratete 21-Jährige einen Heiratsantrag Goethes entgegen.

## Leben
Über Henriettes Jugend ist wenig bekannt. Sie wuchs vermutlich auf einem der schlesischen Landgüter (Hartlieb bei Breslau, Fürstenau, Wallwitz, Gemeinden Zäcklau und Kummernitz) ihres Vaters auf, der 1793 verstarb. Ihre Mutter starb erst im Jahr 1813. Henriette muss eine für ein junges adliges Mädchen ungewöhnlich fundierte philosophische Bildung genossen haben. Mit zwanzig Jahren hatte sie bereits Werke von Shaftesbury, Locke, Hume, Helvétius, Mendelssohn und Hemsterhuis gelesen und wandte sich Rousseau und Montesquieu zu.

## Bewerbung Goethes
Auf seiner schlesischen Reise lernte Johann Wolfgang von Goethe, der seit Ende 1788 mit Christiane Vulpius zusammenlebte und bereits Vater geworden war, im Spätsommer 1790 die damals 21-jährige Henriette von Lüttwitz kennen. Sie war mit der verstorbenen Ehefrau seines Gastgebers Friedrich von Schuckmann, Leopoldine von Röder befreundet gewesen. Sein Heiratsantrag, dem Henriette geneigt war, wurde von ihrem zwei Jahre zuvor zum Freiherrn erhobenen Vater aus Standesrücksichten abgelehnt. Die Ablehnung fand Goethe, der inzwischen bis zu den Salzminen von Wieliczka bei Krakau weitergereist war, bei seiner Rückkehr nach Breslau am 10. September 1790 vor; am 19. September trat er die Rückreise an. Wenige Monate später, am 25. April 1791 ging Henriette eine Pflichtehe mit dem inzwischen verwitweten Friedrich von Schuckmann ein. Als Mitgift erwarb dieser das Schlossgut Hartlieb.

## Leben in Bayreuth
1795 übersiedelte Henriette nach Bayreuth, wo ihr Ehemann als Präsident der Kriegs- und Domänenkammern der soeben preußisch gewordenen Fürstentümer Ansbach und Bayreuth tätig war. Ihre gemeinsame Tochter Marianne, später verheiratete von Pannwitz, wurde 1796 geboren. Im Februar 1796 begann Henriette eine Korrespondenz mit Giacomo Casanova, den sie gemeinsam mit Juliane von Krüdener 1786 in Schloss Dux kennengelernt hatte. Ihm gestand sie in geistvollen, Kant und die Aufklärung beschwörenden Briefen, wie fremd sie sich in ihrer neuen Umgebung fühlte: „Ich fühle die Krankheit meiner kleinen Geistesdosis, ich sehe meinem intellektuellen Tod entgegen, die Verzweiflung mischt sich darein, und ich stürze mich in den Skeptizismus. Seitdem ich hier bin, zweifle ich an allem und sehe nichts Gutes.“ Casanova riet ihr, sich in Gesellschaften zu begeben, um der Melancholie vorzubeugen.

## Tod
Mit 29 Jahren starb Henriette von Schuckmann am 17. April 1799 in Bayreuth. Friedrich von Schuckmann ging daraufhin eine dritte Ehe mit ihrer jüngeren Schwester, Eleonore von Lüttwitz (1778–1854), ein. Goethe selbst bewahrte zeitlebens Stillschweigen über die Affäre. Erst der Bruder Henriettes, Ernst Freiherr von Lüttwitz (1776–1837), machte seine Bewerbung in seiner Schuckmann-Biographie bekannt.